# Erich Arndt (Radsportler)
Erich Arndt (* 26. August 1911 in Krefeld; † 6. März 1961 ebenda) war ein  deutscher Bahnradsportler.

## Werdegang
Erich Arndt war von Beruf Installateur, begann im Alter von 19 Jahren mit Radsport und trat dem RV Staubwolke Krefeld bei. Aufgrund seiner Leistungen wurde er Mitglied der deutschen Nationalmannschaft. 1936 startete er bei den Olympischen Spielen in Berlin in der Mannschaftsverfolgung, gemeinsam mit Heinz Hasselberg, Heiner Hoffmann und Karl Klöckner. Der deutsche Bahnvierer unterlag im Rennen um die Bronzemedaille dem Quartett aus Großbritannien, auch weil Arndt eine Runde vor dem Ziel abreißen lassen musste, und belegte Rang vier.